# Leo Zulueta
Leo Zulueta (Bethesda, Maryland; 18 de mayo de 1952) es un artista de tatuajes de origen estadounidense. Se le conoce como el «padre del tatuaje tribal moderno» y está considerado como uno de los pioneros y máximos representantes del movimiento contemporáneo del tatuaje. Zulueta fue instruido en el arte del tatuaje por el estadounidense Don Ed Hardy, quien le enseñó los aspectos básicos y fundamentales de la profesión.
Zulueta se especializó en tatuajes tribales después de estudiar las culturas y los grupos étnicos de Borneo y del Pacífico Sur. En ellos, se pueden apreciar «fuertes contrastes de sombras y luces», un estilo al que define como "nuevo tribalismo".
Según su propia afirmación, una de las ventajas del tatuaje tribal es que se puede individualizar, es decir, que partiendo de una serie de dibujos se pueden crear otros diseños siguiendo el mismo patrón. También dice que «tienen la influencia de símbolos tradicionales».

## Biografía
Leo Zulueta nació en 1952, en un hospital naval de Bethesda, Maryland, Estados Unidos. Creció en una familia católica de origen filipino y pasó sus primeros años en la isla de Oahu (Hawái) y luego en San Diego (California). Asistió al State College de San Diego en 1970, donde estudió artes y oficios.
Durante la década de 1970 comenzó a explorar su interés en el tatuaje tradicional de Borneo. En 1976 conoció al artista de tatuajes Don Ed Hardy, quien le animó a convertirse en un tatuador de tiempo completo. Zulueta comenzó a tatuar profesionalmente en 1981.
El estilo de Zulueta ha sido de gran influencia en otros artistas del tatuaje. En 1989 fue entrevistado para la publicación del libro Modern Primitives. En 2007, fue presentado en el programa Tattoo Wars del canal TLC.